# Hunt Her, Kill Her
Hunt Her, Kill Her ist ein US-amerikanischer Thriller aus dem Jahr 2022.

## Handlung
Die junge Karen tritt einen neuen Job als Reinigungskraft in einer holzverarbeitenden Fabrik an. Vor ihrer ersten Nachtschicht erhält sie eine kurze Einweisung durch ihren Kollegen von der Tagschicht. Als dieser feststellt, dass sie den gleichen Vornamen wie seine Exfrau hat, verrät Karen, dass sie getrennt von ihrem Mann lebt und ihre kranke Tochter in ihrer Abwesenheit von der Nachbarin Tina betreut wird. Kurz nach Beginn ihrer Arbeit wird sie von zwei Fabrikarbeitern beleidigt, bevor sie alleine in dem großen Gebäude ist.
Während sie den Müll nach draußen bringt, bemerkt sie ein einzelnes Auto auf dem Parkplatz. Etwas später klopft ein Mann an die Tür, der sich als verspäteter Paketbote ausgibt und ihr ein Paket übergibt. Nachdem Karen ein paar verdächtige Geräusche gehört hat, entscheidet sie sich, das Paket zu öffnen und findet darin einen Ziegelstein, den sie zuvor zum Offenhalten der Tür benutzt hat. In dem Moment bemerkt sie eine Gruppe maskierter Männer, die in das Gebäude eingedrungen sind. Die Männer beginnen nun, Karen zu jagen. Dabei erleidet sie eine Schnittwunde am Bein und verliert ihr Handy, das die Täter ebenso zerstören wie alle Telefone im Gebäude. Auch mehrere Fluchtversuche nach draußen scheitern.
Karen nutzt das unübersichtliche Gebäude als Versteck und wehrt sich mit allem, was sie findet. Sie schaltet zwischenzeitlich das Licht aus, um die Verfolgungsjagd zu erschweren. Einer der Täter stürzt eine Treppe hinab und stirbt dabei. Sein Handy ist jedoch auch kaputt und keine Hilfe. In der Toilette kommt es zum nächsten direkten Kampf. Karen rammt dem zweiten Täter den Holzstab einer abgebrochenen Saugglocke in die Brust. Da der Mann noch lebt, schüttet sie ihm noch Reinigungsmittel in den Mund, um ihn zu töten. Sie erleidet bei der Auseinandersetzung allerdings eine Schnittwunde am Bauch. Nachdem sie aus der Fabrikhalle in die Kantine geflüchtet ist, hat sie etwas Zeit, die Wunde notdürftig mit Alleskleber und Klebeband zu versorgen. Die Täter folgen ihr, sind jedoch vom Blut und dem Messer ihres Komplizen verwirrt und finden Karen nicht, die sich unter einem Tisch versteckt.
Die Frau kämpft weiter gegen die verbliebenen Männer. Einen von ihnen tötet sie, indem sie einen Draht zwischen zwei Regalen spannt und den Gegner so dagegen laufen lässt, dass dessen Hals aufgeschlitzt wird. Daraufhin zieht sie sich dessen Kleidung und Maske an und nimmt den Schlüsselbund an sich. Als sie gerade versucht, durch ein Rolltor zu entkommen, wird sie vom vierten Täter ergriffen. Im Kampf erdrosselt sie ihn mit einem Kabel. Dann klingt das Handy des Toten und als Karen den Namen Danny liest, erkennt sie, dass der verbliebene fünfte Täter ihr Ex-Mann Danny ist. Danny will sich dafür rächen, dass sie sich von ihm getrennt hat, und bricht ihr mehrere Finger. Plötzlich taucht auch ihre Tochter Lily auf. Danny hat sie entführt und zuvor die Nachbarin Tina ermordet. Karen sperrt Danny in einen Raum, der von Dämpfen der Reinigungsmittel gefüllt ist. Als er sich befreien kann, tötet sie ihn schließlich, indem sie einen Hammer in seinen Schädel schlägt. Am Ende verlässt sie mit Lily auf dem Arm die Fabrik.

## Rezeption
Der Film wird relativ positiv beurteilt. Der Filmdienst schreibt: „Der Horror misogyner Gewalt wird in dem Film zum denkbar schlichten, aber effektiv inszenierten Thriller-Szenario, das reduziert auf eine Nacht und einen Schauplatz ganz aufs atmosphärische Spiel mit dem Raum und eine passable Hauptdarstellerin setzt.“ Nach Meinung des Rezensenten von Actionfreunde bietet der Film „effektives Spannungskino, das aufgrund eines umfänglich bespielten Settings, einer starken technischen Umsetzung, einer tollen Hauptdarstellerin, zahlreichen spannungstreibenden Momenten, gesunder Härte und einem extrem hohen Tempo ohne jedweden Leerlauf prächtig unterhält. Nebenbei wird auch effektiv gezeigt, wie mit simpelsten Mitteln und quasi gar nicht vorhandener Story Home-Invasion-Horror funktionieren kann.“ Etwas kritischer ist der Rezensent bei film-rezensionen.de: „Der Horrorthriller punktet mit einem stimmungsvollen, labyrinthartigen Setting sowie einfallsreichen Tötungsszenen, bei denen kreativ die Umgebung miteinbezogen wird. Inhaltlich darf man jedoch keine Ansprüche haben, auch die Abwechslung hätte größer sein dürfen.“